# Struy
Struy är en by i Highland i Skottland. Byn är belägen 14 km 
från Beauly. Orten har 421 invånare (2011).